# Marion (Virginia)
Marion is een plaats (town) in de Amerikaanse staat Virginia, en valt bestuurlijk gezien onder Smyth County.

## Demografie
Bij de volkstelling in 2000 werd het aantal inwoners vastgesteld op 6349.
In 2006 is het aantal inwoners door het United States Census Bureau geschat op 6130, een daling van 219 (-3,4%).

## Geografie
Volgens het United States Census Bureau beslaat de plaats een oppervlakte van
10,8 km², geheel bestaande uit land. Marion ligt op ongeveer 676 m boven zeeniveau.

## Plaatsen in de nabije omgeving
De onderstaande figuur toont nabijgelegen plaatsen in een straal van 16 km rond Marion.